# Dina Bonnevie
Geraldine Schaer Bonnevie-Savellano (27 de enero de 1962, Ciudad Quezón), es una actriz filipina prima hermana de la cantante Lou Bonnevie. Es hija de Honesto Bonnevie (hijo de Don Pedro José de Bonnevie, francés de ascendencia italiana por la vía materna y francesa por la vía paterna) y Jeannette Schaer (hija de padre suizo y madre filipina). Su abuela es la actriz Rosita Rivera. Estudió en la escuela de Santa Teresa en Manila y su educación secundaría en el St. Agnes' Academy en Legaspi. Ella tiene dos hijos con el comediante Vic Sotto, que también se dedica a las actuaciones. En 1980 se inscribió en la carrera de Artes de Comunicación de la Universidad Ateneo de Manila y más adelante en la Universidad de Filipinas. Ella fue presentada por el actor Alfie Anido al director Joey Gosiengfiao, que apareció su por primera vez en dramas interpretadas por adolescentes Menores (1980) y la Isla de la Tentación (1981), pero su fuga fue la película catorce (1984), con Anido y Gabby Concepción Esta película ha sido producida por Regal Films, luego apareció en el filme de un montón de tiempo por el amor en género drama. En una película ella misma cantó un tema musical y que fue popularizada.

## Premios

### Nominaciones
| Año  | Premio            | Categoría               |
| 2004 | Gawad Urian Award | Best Actress            |
| 2003 | Gawad Urian Award | Best Actress            |
| 2001 | Gawad Urian Award | Best Supporting Actress |

### Reconocimiento de premiaciones
| Año  | Premio      | Categoría                                   |
| 1987 | FAMAS Award | Best Actress for Magdusa Ka                 |
| 1986 | FAMAS Award | Best Supporting Actress for Tinik sa Dibdib |
| 1987 | FAP Award   | Best Actress for Magdusa Ka                 |
| 1986 | FAP Award   | Best Supporting Actress for Tinik sa Dibdib |

## Televisión
| Año        | Título                                     | Canal         | Caracteres                |
| ---------- | ------------------------------------------ | ------------- | ------------------------- |
| 2022       | Abot-Kamay na Pangarap                     | GMA Network   | Giselle Marie Tanyag      |
| 2021       | The World Between Us                       | GMA Network   |                           |
| 2018       | The Blood Sisters                          | ABS-CBN       |                           |
| 2011       | P.S. I Love You                            | TV5           | Kristine Tuazon           |
| 2010       | My Driver Sweet Lover                      | TV5           | Aracelli Solis-Barrinuevo |
| 2010       | Untold Stories Mula sa Face to Face        | TV5           | Various                   |
| 2009       | May Bukas Pa                               | ABS-CBN       | Malena Rodrigo            |
| 2008       | Babangon Ako't Dudurugin Kita              | GMA Network   | Evita Gómez vda. Perantes |
| 2007       | Sineserye Presents: Natutulog Ba ang Diyos | ABS-CBN       | Rose Angeles              |
| 2007       | U Can Dance                                | ABS-CBN       | Judge                     |
| 2007       | Walang Kapalit                             | ABS-CBN       | Agnes Santillan-Borromeo  |
| 2004       | Hiram                                      | ABS-CBN       | Sophia Borromeo           |
| 2003       | Narito Ang Puso Ko                         | GMA Network   | Violeta San Victores      |
| 2001       | Ikaw Lang Ang Mamahalin                    | GMA Network   | Martina Fuentebella       |
| 1999       | D! Day                                     | GMA Network   | Host                      |
| 1999       | May Bukas Pa (1999 TV series)              | IBC           | Sofia Suarez              |
| 1996       | Ms. D                                      | GMA Network   | Host                      |
| 1994       | Barangay U.S.:Unang Sigaw                  | RPN           | various                   |
| 1993       | Mommy Ko Si Tita                           | RPN           | various                   |
| 1991       | Boracay (Philippine TV series)             | RPN           | various                   |
| 1990-1995  | Vilma on Seven                             | GMA Network   |                           |
| 1986       | Dina                                       | ABS-CBN       | Host                      |
| 1984-1986  | Vilma in Person                            |               |                           |
| 1986- 1997 | The Sharon Cuneta Show                     | IBC / ABS-CBN |                           |
| 1982-1983  | Two Plus Two                               | BBC 2         |                           |

## Películas
- 2011 Who's That Girl?
- 2008 Kulam
- 2004 I Will Survive
- 2004 Beautiful Life
- 2003 Bridal Shower
- 2002 Bahid
- 2002 Batas ng Langsangan
- 2001 Tatarin
- 2001 Saan Ako Nagkaganito
- 1996 Abot Kamay Pangarap
- 1995 ESKAPO
- 1995 Home Sic Home
- 1995 Ka Hector
- 1994 Sana Dalawa ang Puso ko
- 1994 Minsan May Pangarap
- 1994 Hindi Pa Tapos ang Labada
- 1994 Ultimatum
- 1993 Markadong Hudas
- 1993 Hanggang Saan Hanggng Kailan
- 1992 Kapag Iginuhit Ang Hatol ng Puso
- 1992 Abot ang Pangarap mo
- 1991 Tag Araw Tag Ulan
- 1991 Wag Mong Salingin ang Sugat ko
- 1991 Manong Gang (Toni)
- 1990 Sa Kabila ng Lahat
- 1990 Bakit Kay Tagal ng Sandali?
- 1990 Gumapang Ka Sa Lusak
- 1990 Pangarap ng Ginto
- 1989 Kung Kasalanan man
- 1989 Dahil Minsan Lang
- 1989 Ang Babaeng Nawawala Sa Sarili
- 1988 Paano Tatakasan ang Bukas
- 1988 A Dangerous Life
- 1988 Misis mo Misis ko
- 1987 Maging Akin Ka Lamang
- 1987 Alabok Sa Ulap
- 1987 Working Girls 2
- 1987 Wag Mong Itanong Kung Bakit?
- 1986 Sanay Wala nang Wakas
- 1986 The Graduates
- 1986 Magdusa ka
- 1986 Captain Barbell
- 1985 Till We Meet Again
- 1985 Mama Said, Papa Said, I Love You
- 1985 Pati Ba Pintig ng Puso
- 1985 Palimos ng Pag Ibig
- 1985 Ride in Baby
- 1985 Tinik sa Dibdib
- 1985 Hindi Nahahati ang Langit
- 1984 Tender Age
- 1983 Saan Darating ang Umaga
- 1981 Age Doesn't Matter
- 1980 Underage Celina

## Comerciales
- Anlene Milk
- Pepsi
- Fit Fruit & Vegetable Rinse
- Century Tuna
- Whisper
- Finale Shampoo
- Reach Toothbrush